# Charles Fontaine (1868)
Pour les articles homonymes, voir Fontaine.
 (octobre 2023).
Charles Fontaine, né à Cherbourg (Manche) le 21 juin 1868 et mort à Pau le 28 décembre 1948, est un officier supérieur français de la Marine. 

## Biographie
Charles Fontaine entre à l'École navale en 1886.
Nommé aspirant le 5 octobre 1889, et enseigne de vaisseau à Cherbourg le 6 avril 1892. Officier breveté fusilier, il est au port de Cherbourg jusqu'au 1er janvier 1894. Il commande une canonnière fluviale à Madagascar le 1er janvier 1896, puis est promu lieutenant de vaisseau le 22 août 1896
Le 1er janvier 1897, il est à bord du croiseur Descartes, sous le commandement du commandant Aristide Jules Bernard (1844-1908), dans la Division navale d'Extrême-Orient
En 1900, il est en instruction à l'école des officiers torpilleurs à Toulon et obtient son brevet d'officier torpilleur. En 1901-1902, il est affecté sur le croiseur Suchet, à la Division navale de l'Océan Atlantique, sous les ordres du commandant Pierre Ange Marie Le Bris (1856-1940) et participe avec l'équipage au sauvetage de 1 200 personnes parmi les victimes de l'Éruption de la montagne Pelée en 1902 dont Havivra Ifrile, une fillette qui est dans la barque avec son frère et qui est sauvée par le croiseur Suchet. Il s'agit de la catastrophe la plus meurtrière du XXe siècle en France et l'éruption volcanique la plus meurtrière au monde depuis celle du Krakatoa en 1883.
Il est officier breveté de l'École supérieure de la Marine, promotion 1903, et affecté au port de Cherbourg le 1er janvier 1904, et prend le commandement du torpilleur de haute mer Orage de la 1ère flottille de torpilleurs de la Méditerranée.
Le 1er avril 1908, il est nommé commandant du contre-torpilleur Arc, rattaché à la 5e flottille de torpilleurs de la Méditerranée à Oran.
Il est de retour à Cherbourg le 10 juin 1910 comme second du Service central station des sous-marins. La 1er septembre 1912, il est versé dans la réserve et promu capitaine de frégate de réserve le 29 septembre 1914, toujours en poste à Cherbourg au 1er janvier 1918, ainsi qu'en 1921.

## Distinctions
- Chevalier de la Légion d'honneur (1903).
- Officier d'Académie (1906).